# Kephissia
Kephissia (en grec ancien Κηφισιά / Kêphisiá, en français Céphisie) est une banlieue résidentielle de la mégapole d'Athènes, en Grèce, au nord-est d'Athènes, qui tire son nom du Céphise. C'est une municipalité nouvelle, formée lors de la réforme Kallikratis à partir des anciennes communes d'Ekali, Kephissia et Nea Erythraia (Nouvelle Érythrée).

## Histoire
Selon Philochore, historien athénien du IVe siècle av. J.-C., Céphisie est à l'origine l'une des bourgades du synœcisme fondateur d'Athènes. À l'époque classique, elle devient un dème de l'Attique appartenant à la tribu Érechtéide. Dès l'Antiquité, Céphisie a été une résidence de riches familles grecques : par exemple, au Ier siècle de notre ère, Hérode Atticus y possède une villa que décrit Aulu-Gelle dans ses Nuits attiques. Aujourd'hui[Quand ?], on y croise des armateurs, des politiques, des artistes connus.
Le poète comique Ménandre y est né à la fin du IVe siècle avant notre ère. Céphisie abrite aujourd'hui de nombreux bâtiments du patrimoine architectural athénien moderne, dont le musée Goulandris d'histoire naturelle.
La ville est le siège de la métropole orthodoxe de Céphisie, Amarousie et Oropie.

## Économie
De nombreuses sociétés dont Accenture, Aegean Airlines, Barcleys, BP, Eurobank Ergasias, Eltrak, Ellaktor, Kioleides, Ferrari Metaxa, Metro S.A., Volvo ont leur siège a Kephissia

## Transports
Kifisiá abrite les stations Kifisiá et KAT de la ligne 1 du métro d'Athènes. L'artère principale est l'avenue Kifisias, qui relie Kifisiá au centre d'Athènes et à l'autoroute A6.

## Démographie
| 1951   | 1981   | 1991   | 2001   | 2011   |
| ------ | ------ | ------ | ------ | ------ |
| 12 991 | 31 876 | 39 166 | 43 929 | 47 332 |

| 2021   | - | - | - | - |
| ------ | - | - | - | - |
| 48 700 | - | - | - | - |

## Personnalités liées
- Ménandre, dramaturge du IVe siècle avant notre ère ;
- Emmanuel Benákis (1843-1929), négociant, homme politique et philanthrope grec, mort à Kephissia ;
- Anéza Papadopoúlou, actrice née à Kephissia en 1957 ;
- Penelope Delta (1874-1941), écrivaine ;
- Theódoros Pángalos (1878–1952), général mort à Kifisiá ;
- Themistoklís Sofoúlis (1860–1949), homme politique, mort à Kifisiá ;
- Ioánnis Metaxás (12 avril 1871–29 janvier 1941), homme politique, mort à Kifisia ;
- Evgénios Spatháris (1924–2009), artiste, né à Kifisiá ;
- Antónis Samarás (1951-), homme politique.

## Galerie

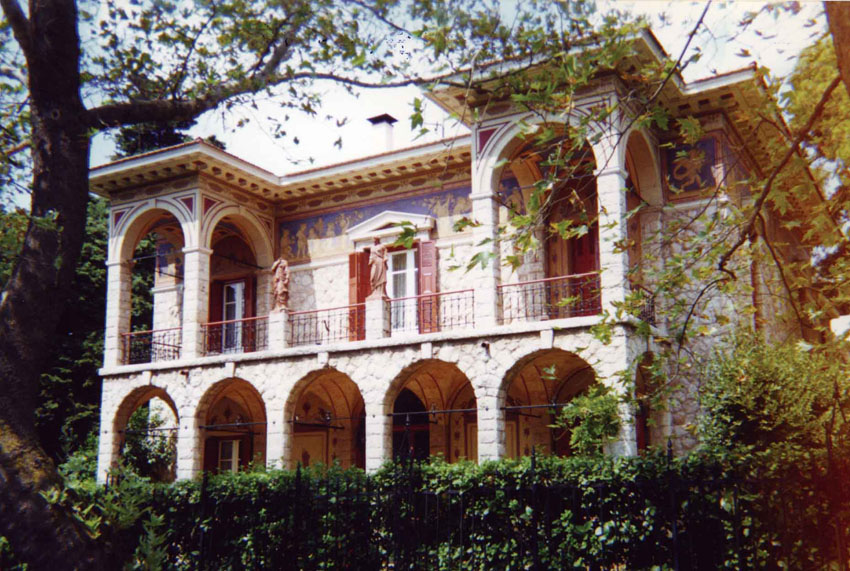
Villa Atlantis (architecte Ernst Ziller, 1837-1923).
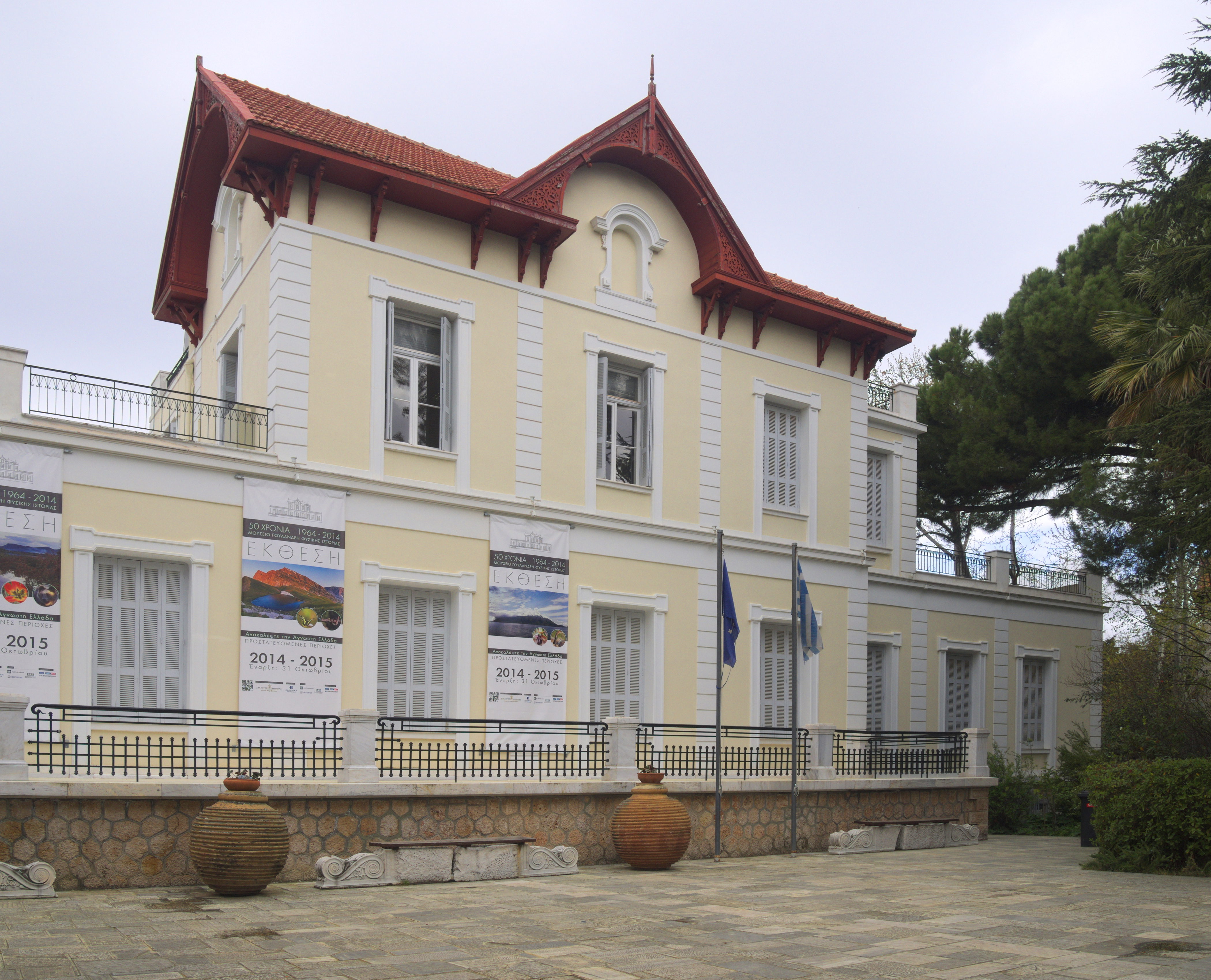
Musée Goulandris d'histoire naturelle, à Céphisie.
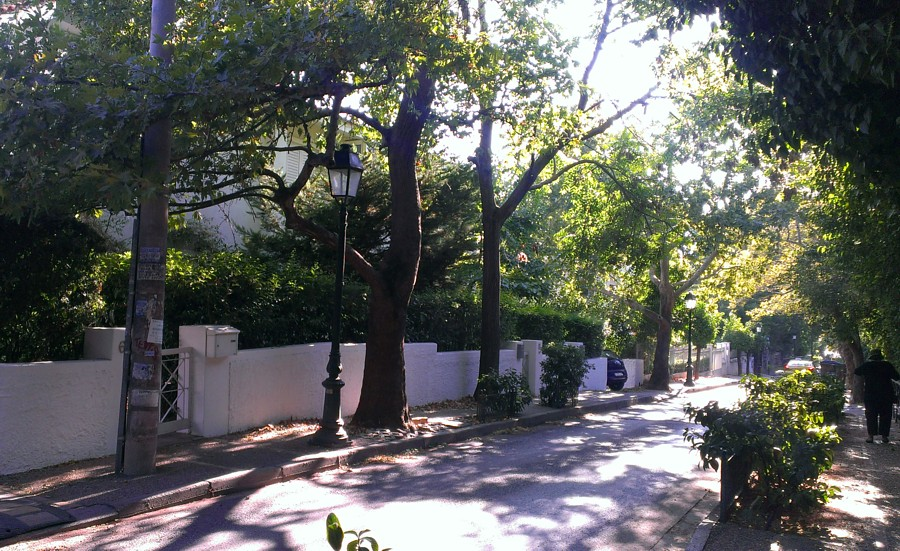
Rue d'Othon, bien ombrée, à Céphisie.